# 粉花凌霄
粉花凌霄（学名： Pandorea jasminoides)是紫葳科粉花凌霄属的植物，木质落叶藤本植物。是澳大利亚东部的特有种。常作观赏植物栽培。

## 形态特征
落叶藤本，奇数羽状复叶对生，小叶5～9枚，全缘，椭圆形至披针形。顶生圆锥花序，花冠白色，喉部红色，漏斗状，花萼不膨大。蒴果长椭圆形、木质。